# Austrodecatoma rufigastra
Austrodecatoma rufigastra är en stekelart som beskrevs av T.C. Narendran 1994. Austrodecatoma rufigastra ingår i släktet Austrodecatoma och familjen kragglanssteklar. Inga underarter finns listade.